# Uplift the People
Uplift the People ist ein Jazzalbum von Louis Moholo-Moholo’s Five Blokes. Die am 14. April 2014 im Cafe Oto in London entstandenen Aufnahmen erschienen am 23. September 2018 auf dem Label Ogun. Es war das letzte Album, das Moholo zu Lebzeiten veröffentlichte.

## Hintergrund
Für diesen Live-Mitschnitt aus dem Londoner Veranstaltungsort Cafe Oto (und nachfolgende Tourneen, etwa 2019) erweiterte der südafrikanische Schlagzeuger das Quartett, mit dem er zuvor das Album Four Blokes vorgelegt hatte, um Shabaka Hutchings zum Quintett Five Blokes. Mit dem Schlagzeuger spielten Shabaka Hutchings, Jason Yarde, Alexander Hawkins und John Edwards.

## Titelliste
- Louis Moholo-Moholo’s Five Blokes – Uplift The People (Ggun OGCD 047)[1]

1. Dikeledi Tsa Phelo (Pule Pheto) 8:24
2. Do It (Chris McGregor) 4:45
3. Lost Opportunities (Harry Miller) 5:57
4. Ezontakana (Those Little Birds) 3:32
5. B My Dear (Dudu Pukwana) 6:30
6. Ngwoele Ngwoele (Gibson Kente) 3:41
7. For the Blue Notes 2:56
8. Nkosi Sikelel’ Afrika (Enoch Sontonga) 2:23
9. Zanele (Pule Pheto) 4:13
10. Lakutshon’llanga (Mackay Davashe) 3:19
11. Angel-Nomali (Dudu Pukwana) 5:29

Wenn nicht anders vermerkt, stammen die Kompositionen von Louis Moholo-Moholo.

## Rezeption

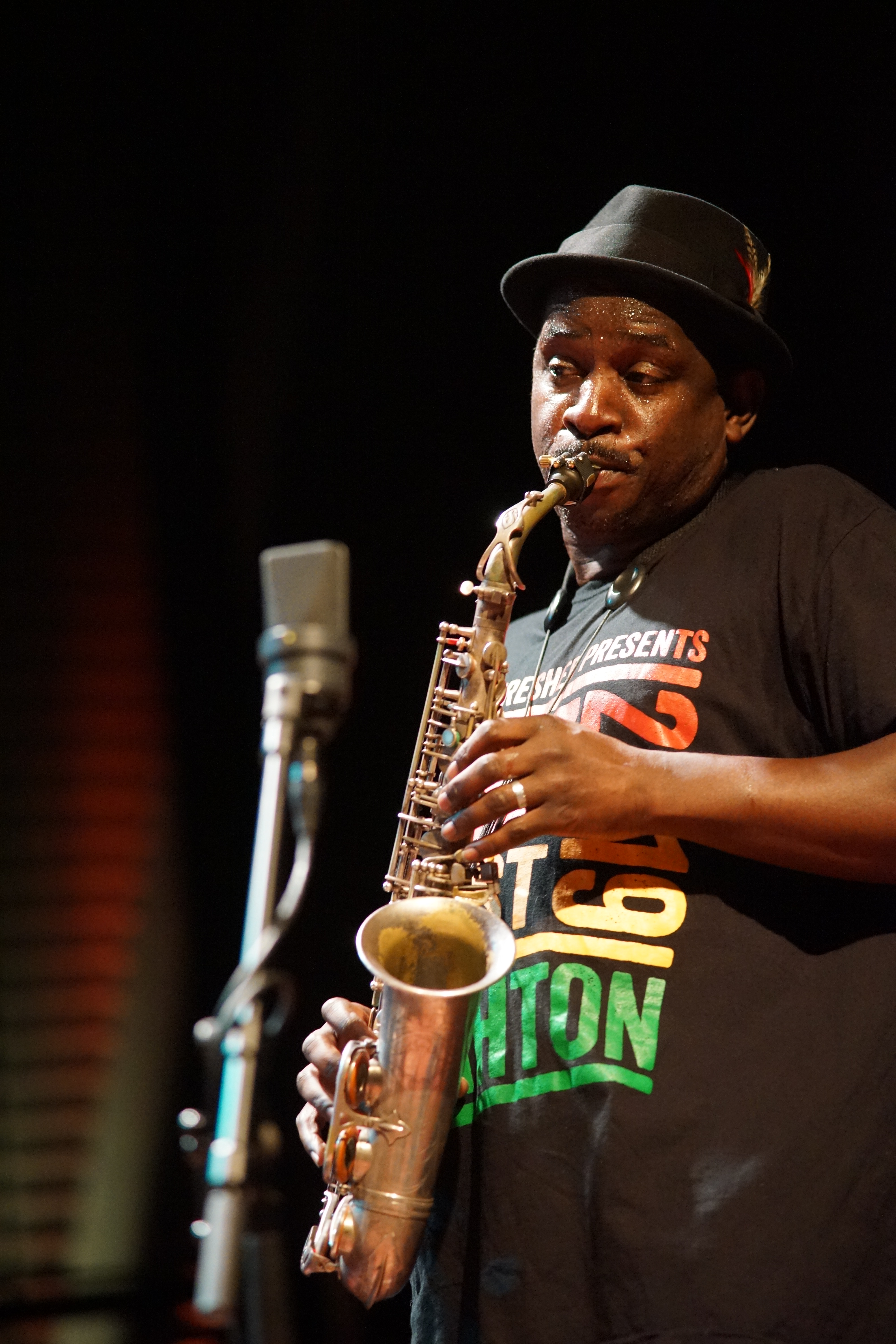
Jason Yarde mit Louis Moholo-Moholos 5 Blokes (2019)

Nach Ansicht von John Sharpe, der das Album in All About Jazz rezensierte, ist dies endlich ein Album, das die intensive Spannung, die Abenteuerlust und die pure Freude einer Gruppe einfange, die das Publikum in ganz Europa und Nordamerika begeistert hat. Shabaka Hutchings, ein [zu dieser Zeit] aufstrebender Stern am britischen [Musik-]Himmel, habe nicht nur eigene südafrikanische Verbindungen, die sich in seiner Gruppe Shabaka & The Ancestors manifestierten, sondern sei im Laufe der Jahre auch in mehreren Bands von Alexander Hawkins aufgetreten, während Hawkins selbst, neben Edwards, ein treuer Anhänger der Band des äthiopischen Jazzpioniers Mulatu Astatke sei. Zusammengenommen bedeute dieses verworrene Netz aus Verbindungen und Einflüssen, dass diese Gruppe bestens dafür prädestiniert sei, Moholo-Moholos umfangreiches Repertoire zu interpretieren, und sich schnell zu einem der fruchtbarsten Ventile in der langen Karriere des damals 78-jährigen Schlagzeugers entwickelt habe.